# Močvirska sklednica
Močvirska sklednica (znanstveno ime Emys orbicularis) je želva iz družine sklednic (Emydidae), ki živi v stoječih in počasi tekočih vodah Južne in Srednje Evrope, Zahodne Azije ter Severne Afrike. V Sloveniji je poznana kot edina avtohtona želva celinskih voda.

## Opis
Oklep, glava in okončine so zelenkasto rjave barve z značilnimi rumenimi pikami, ki so pogosto žarkasto razporejene. Trebušni del oklepa nima enotne obarvanosti, lahko je svetlo rumen ali skoraj črn. Tudi vzorec pik na hrbtni strani oklepa je odvisen od podvrste. Odrasle živali zrastejo do 20 cm v dolžino in tehtajo največkrat med 400 in 700 grami. Prehranjuje se v glavnem z vodnimi živalmi (žuželkami, paglavci, celo ribami), del prehrane pa predstavlja tudi rastlinski material.
Močvirska sklednica je aktivna predvsem zjutraj in zvečer, ob dovolj visokih temperaturah okolice pa tudi ponoči. Preostanek dneva se grejejo na izpostavljenih mestih, lahko tudi po več kot 8 ur dnevno, odvisno od temperature. Pogosto je mogoče opaziti osebke, ko se grejejo na bregovih mlak, koreninah in kamnih, vendar je močvirska sklednica plaha žival, ki se hitro skrije med vodno rastlinje, kadar jo kaj zmoti. Tudi sicer preživi večino dneva v vodi. Del leta, ko so temperature zraka nižje od 10 °C, preživi zakopana v blatu, vendar ne gre za pravo hibernacijo, saj je aktivna tudi v kratkih obdobjih toplejšega vremena pozimi. Parijo se spomladi, samice odlagajo jajca zgodaj poleti.

## Ogroženost in varstvo
Močvirsko sklednico ogroža predvsem izsuševanje mokrišč, ki so njen habitat, in je v Evropi zaščitena po določilih Bernske konvencije, kjer je vključena na seznam strogo varovanih živalskih in rastlinskih vrst. Poleg uničevanja habitatov pa jo ogroža tudi neodgovorno vnašanje podobnih, a tujerodnih in mnogo agresivnejših rdečevratke ter rumenovratke v naravo. Plaha močvirska sklednica se ob interakciji vedno umakne, s čimer troši energijo in dodatno izgublja življenjski prostor.

### Status v Sloveniji
Večje populacije te vrste živijo na Ljubljanskem barju, v Beli krajini, porečju Save in na obali. Za severnejše predele je manj podatkov.
V Beli krajini so z raziskavo, trajajočo 2008-2012, potrdili prisotnost močvirske sklednice na štirih večjih območjih ob stoječih vodah in izvirih. V Prilozju, Zjotu, kalu Golek, mrtvici Obrh in Nerajcu so potrdili razmnoževanje želv, v kalu Golek in Gornjem kalu so izpričana mesta za odlaganje jajc. Najbolj vitalna je populacija ob zgornji Lahinji, sledijo mrtvice Obrh pri Metliki, okolica naselij Prilozje in Hrast.
Slovenija se je kot podpisnica Bernske konvencije zavezala k pravni zaščiti vrst, ki so uvrščene v sezname. Močvirska sklednica je tako zavarovana z Uredbo o zavarovanih prosto živečih živalskih vrstah, njeni habitati pa so na podlagi Evropske direktive o habitatih (92/43/EEC) uvrščeni v mrežo Natura 2000.